# Dominik Javorček
Dominik Javorček (Bojnice, 2 novembre 2002) è un calciatore slovacco, difensore dello Slavia Praga.

## Statistiche

### Presenze e reti nei club
Statistiche aggiornate al 28 novembre 2023.
| Stagione        | Squadra         | Campionato      | Campionato | Campionato | Coppe nazionali | Coppe nazionali | Coppe nazionali | Coppe europee | Coppe europee | Coppe europee | Altre coppe | Altre coppe | Altre coppe | Totale | Totale |
| Stagione        | Squadra         | Comp            | Pres       | Reti       | Comp            | Pres            | Reti            | Comp          | Pres          | Reti          | Comp        | Pres        | Reti        | Pres   | Reti   |
| --------------- | --------------- | --------------- | ---------- | ---------- | --------------- | --------------- | --------------- | ------------- | ------------- | ------------- | ----------- | ----------- | ----------- | ------ | ------ |
| 2020-2021       | Žilina          | SL              | 14+2       | 1          | CS              | 6               | 0               | UEL           | 0             | 0             | -           | -           | -           | 22     | 1      |
| 2021-2022       | Žilina          | SL              | 2          | 0          | CS              | 2               | 0               | UECL          | 0             | 0             | -           | -           | -           | 4      | 0      |
| 2022-2023       | Žilina          | SL              | 10+2       | 2          | CS              | 0               | 0               | -             | -             | -             | -           | -           | -           | 12     | 2      |
| 2023-2024       | Žilina          | SL              | 15         | 0          | CS              | 3               | 1               | UECL          | 3             | 0             | -           | -           | -           | 21     | 1      |
| Totale carriera | Totale carriera | Totale carriera | 41+4       | 3          |                 | 11              | 1               |               | 3             | 0             |             | -           | -           | 59     | 4      |